# Rhinolophus landeri
Il ferro di cavallo di Lander (Rhinolophus landeri  Martin, 1838) è un pipistrello della famiglia dei Rinolofidi diffuso nell'Africa subsahariana.

## Descrizione

### Dimensioni
Pipistrello di piccole dimensioni, con la lunghezza totale tra 63 e 83 mm, la lunghezza dell'avambraccio tra 35 e 49 mm, la lunghezza della coda tra 21 e 31 mm, la lunghezza del piede tra 7 e 9 mm, la lunghezza delle orecchie tra 13 e 20 mm e un peso fino a 10 g.

### Aspetto
La pelliccia è lunga, densa, soffice e lanuginosa. Le parti dorsali sono fulvo-grigiastre o grigio brunastre con la punta dei peli più scura, mentre le parti ventrali sono leggermente più chiare. È presente una fase completamente arancione. Ciuffi di peli rossastri o bruno-rossastri talvolta unti con una secrezione giallognola, sono presenti sotto le ascelle dei maschi adulti. Le orecchie sono relativamente corte. La foglia nasale presenta una lancetta lunga con la punta smussata, un processo connettivo triangolare con l'estremità talvolta appuntita, una sella priva di peli, stretta con i bordi leggermente concavi e con l'estremità larga ed arrotondata. La porzione anteriore è stretta, copre completamente il muso e presenta un profondo incavo centrale alla base. Il labbro inferiore ha un solco longitudinale profondo e due laterali indistinti. Le membrane alari sono bruno-grigiastre scure o bruno-nerastre, mentre negli individui completamente arancioni sono marroni, la prima falange del quarto dito è relativamente corta. La coda è lunga ed inclusa completamente nell'ampio uropatagio. Il primo premolare superiore è piccolo e situato lungo la linea alveolare. Il cariotipo è 2n=58 FNa=60.

### Ecolocazione
Emette ultrasuoni ad alto ciclo di lavoro con impulsi a frequenza costante di 101 kHz in Costa d'Avorio, 115-122 kHz in Nigeria e 110 kHz in Sudafrica.

## Biologia

### Comportamento
Si rifugia singolarmente o in gruppi fino a 1 000 individui all'interno di grotte, tra ammassi rocciosi, gallerie minerarie, sotto tetti di case e capanne, nei pozzi ed altre buche nel terreno e nelle cavità di grandi alberi come il baobab. I sessi vivono insieme, sebbene i maschi lascino le colonie subito dopo le nascite e non vi ritornino appena i piccoli vengono svezzati. Il volo è lento ed altamente manovrato, può prendere il volo da terra e rimanere sospeso per breve tempo in aria. Sono stati osservati individui sia attivi che in uno stato di torpore diurno all'interno di una caverna nel Camerun. Spesso condivide i siti con altri pipistrelli come Nycteris arge, Nycteris macrotis, Rhinolophus fumigatus, Rhinolophus simulator, Lissonycteris angolensis, Coleura afra, Hipposideros cyclops, Hipposideros abae, Hipposideros caffer e Hipposideros jonesi.

### Alimentazione
Si nutre di falene, farfalle, diversi ortotteri e piccoli coleotteri, catturati nella vegetazione a circa 2 metri dal suolo.

### Riproduzione
Danno alla luce un piccolo alla volta durante le stagioni umide, a fine aprile a nord dell'equatore e a novembre a sud, dopo che gli accoppiamenti nel primo caso avvengono a novembre, seguiti dall'ovulazione a fine novembre e l'impianto embrionico, spesso ritardato, ai primi di febbraio. Sono in grado di volare dopo 4-5 settimane di vita e vengono svezzati dopo due mesi.

## Distribuzione e habitat
Questa specie è diffusa nell'Africa subsahariana, dal Senegal all'Etiopia centrale ad est fino al Sudafrica orientale a sud.
Vive nelle foreste pluviali, foreste degradate,  foreste montane, boscaglie e boschi ripariali fino a 1.981 metri di altitudine.

## Tassonomia
Sono state riconosciute 3 sottospecie:
- R.l.landeri: Senegal, Gambia, Sierra Leone, Costa d'Avorio, Burkina Faso, Ghana, Togo, Benin, Nigeria, Camerun, Rio Muni, Bioko, Gabon, Repubblica Centrafricana, Repubblica Democratica del Congo sud-occidentale;
- R.l.angolensis (Seabra, 1898): Angola centro-occidentale;
- R.l.lobatus (Peters, 1852): Sudan sud-orientale, Etiopia occidentale e centrale, Kenya, Uganda, Ruanda, Burundi, Tanzania, Zanzibar, Repubblica Democratica del Congo orientale e meridionale, Angola settentrionale, Zambia, Zimbabwe, Malawi meridionale, Mozambico occidentale, Sudafrica nord-orientale ed orientale.

## Conservazione
La IUCN Red List, considerato il vasto areale e la popolazione presumibilmente numerosa, classifica R.landeri come specie a rischio minimo (Least Concern)).